# Ilia Misouski
Ilia Misouski (20 de enero de 2003) es un deportista de Bielorrusia que compite en atletismo. Ganó una medalla de plata en el Campeonato Europeo de Atletismo Sub-20 de 2021, en la prueba de lanzamiento de peso.